# Dušan Nečak
Dušan Nečak (Nećak), slovenski zgodovinar, * 21. januar 1948, Ljubljana.
Dušan Nečak je na Filozofski fakulteteti Univerze v Ljubljani (1966-1971) študiral zgodovino in umetnostno zgodovino. Po diplomi leta 1971 je kratek čas delal v zunanjepolitični redakciji časopisa Delo. Leta 1972 je postal raziskovalec na Inštitutu za narodnostna vprašanja, kjer je raziskoval zgodovino koroških Slovencev in druga manjšinska vprašanja. Leta 1978 je pri Vasiliju Meliku doktoriral z disertacijo Volitve na Koroškem po drugi svetovni vojni.
Od leta 1980 je na Filozofski fakulteti Univerze v Ljubljani začel predavati kot docent. Izredni profesor je postal leta 1985 in redni leta 1989. Nečak je predaval sodobno slovensko od 1945 dalje in občo zgodovino od prve svetovne vojne dalje, kasneje pa je predavanja samo sodobno občo zgodovino od prve svetovne vojne dalje. Bil je mentor večini zgodovinarjev, ki so doktorirali v času njegovega dela in so se raziskovalno ukvarjali s sodobno zgodovino.
Na Filozofski fakulteti je opravljal različne funkcije na Oddelku za zgodovino, kjer je bil dvakrat predstojnik Oddelka in od 2002 do 2014 vodja katedre za sodobno zgodovino, in v fakultetnih organih. Med 1985 in 1987 je bil prodekan, in med 1987 in 1989 dekan fakultete. Pomembno je bilo njegovo vodenje sveta Znanstvenega inštituta Filozofske fakultete od 1996 do 2002. Sodeloval je tudi pri vodenju Univerze, kjer je bil član njenega Upravnega odbora in član in podpredsednik habilitacijske komisije. 2015 je bil imenovan za zaslužnega profesorja Univerze v Ljubljani. Za njegovo delo v stanovskih organizacijah ga je Zveza zgodovinskih društev Slovenije leta 2023 imenovala za častnega člana.
Večkrat je kot gostujoči profesor predaval v tujini, med drugim na univerzi na Dunaju, v Celovcu, univerzi v Kölnu in na Vzhodnem inštitutu Freie Universität Berlin. Kot vabljen predavatelj pa je predaval v mnogih državah Evrope, ZDA in Azije. Na gostovanjih je predaval teme iz slovenske zgodovine in raziskoval v arhivih v omenjenih krajih. Pomembna oblika mednarodnega sodelovanja so bili različni raziskovalni projekti, ki jih je vzpodbudil in vodil. Rezultati teh projektov so bile publikacije, pogosto prve, o določenem vprašanju. Tak primer sta zbornika Nemci na Slovenskem 1941-1945 in Meje v Jugovzhodni Evropi: kultura in politika od XVIII. do XXI. stoletja. Rezultata teh raziskovanja sta npr. Volitve na Koroškem po drugi svetovni vojni (1983) in Koroški Slovenci v drugi avstrijski republiki (1945-1976) (1986). Knjiga je bila nagrajena z Nagrado vstaje slovenskega naroda 1986. V knjigi Avstrijska legija II (1995) je predstavil zanimivo vprašanje o usodi avstrijskih nacističnih pučistov, ki so po neuspelem puču 25. julija 1934, pribežali v Jugoslavijo. Za to delo je bil nagrajen z nagrado za vrhunske dosežke v znanosti 1996. Pomembne raziskovalne povezave je spletel predvsem z zgodovinarji v Avstriji in Italiji pri raziskovanju problematike koroških Slovencev in alpsko-jadranskega prostora.
Nečakov raziskovalni fokus je več vprašanj. Med njimi so najpomembnejša raziskovanje narodnostnih in narodnomanjšinjskih vprašanj. Zelo veliko se je ukvarjal z zgodovino odnosov med Jugoslavijo in Zvezno republiko Nemčijo (Hallsteinova doktrina in Jugoslavija : Tito med Zvezno republiko Nemčijo in Nemško demokratično republiko (2002)) in »Ostpolitik« Willyja Brandta in Jugoslavija (1963–1969) (2013). Pomembna točka njegovega raziskovalnega zanimanja je tržaško vprašanje. V osemdesetih letih je bil pobudnik pravnozgodovinske projekta, ki je obdelalo pomembno vprašanje povojne slovenske zgodovine, dachauske procese. Rezultat je bila obsežen zbornik analiz in dokumentov, ki je izšel leta 1990.
Nečak je soavtor učbenika za srednje šole in univerzitetnega učbenika. Bil je med pobudniki oddelčne zbirke Historia. Pomembna je realizacija njegove pobude o ustanovitvi Slovenskega znanstvenega inštituta na Dunaju in Slovensko-avstrijske komisije zgodovinarjev.
Dušan Nečak je veliko dela vložil tudi v svoje delo na humanitarnem področju. Je vodnik reševalnih psov. Več let je bil predsednik Društva vodnikov reševalnih psov Slovenije in dolga leta podpredsednik tovrstne mednarodne organizacije International Search and Rescue Dog Organisation.